# Innesteling

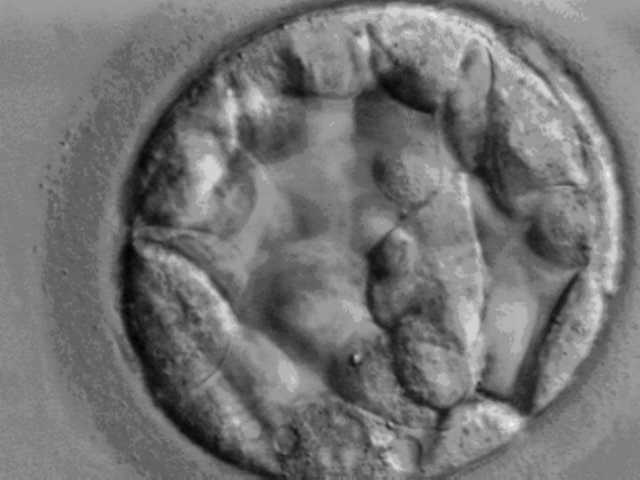
Menselijke blastocyste vlak voor de innesteling, vijf dagen na bevruchting

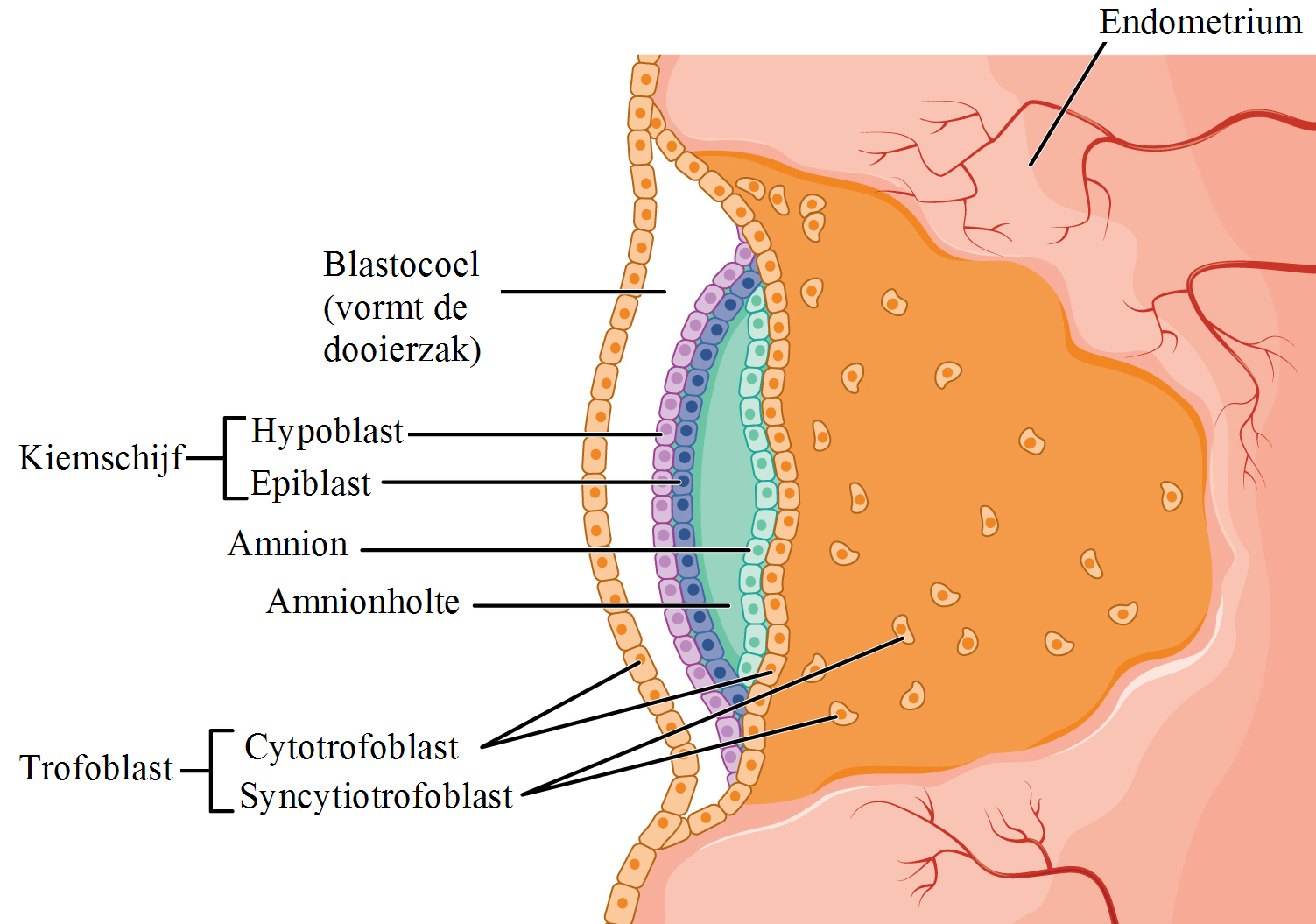
Trofoblast die tijdens de innesteling is gedifferentieerd in de twee lagen cytotrofoblast en syncytiotrofoblast

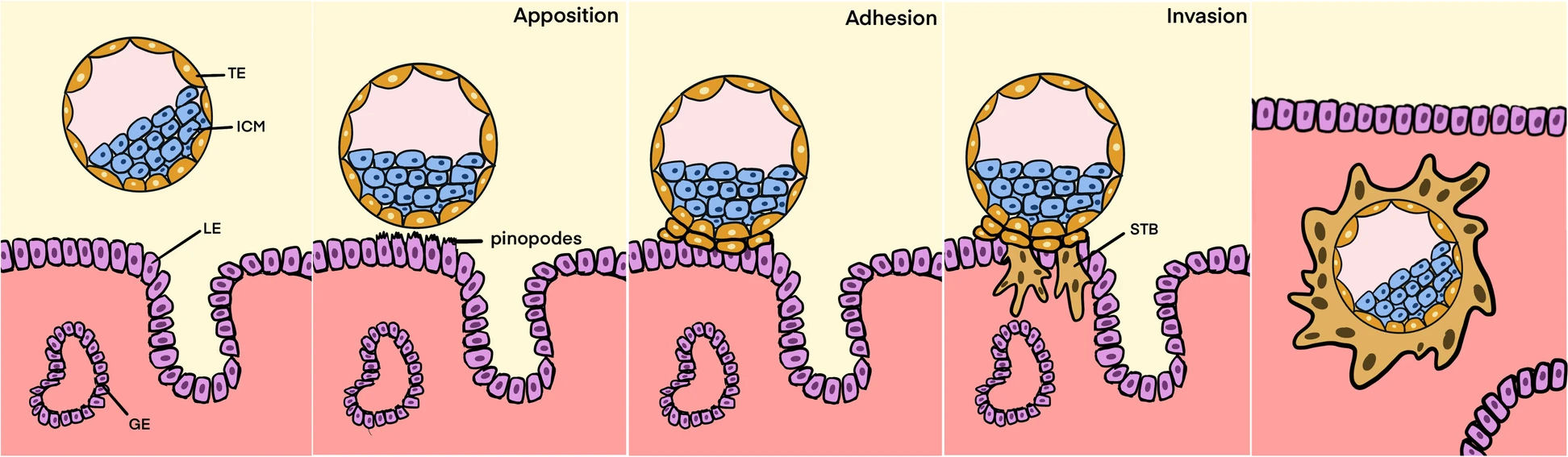
Innesteling

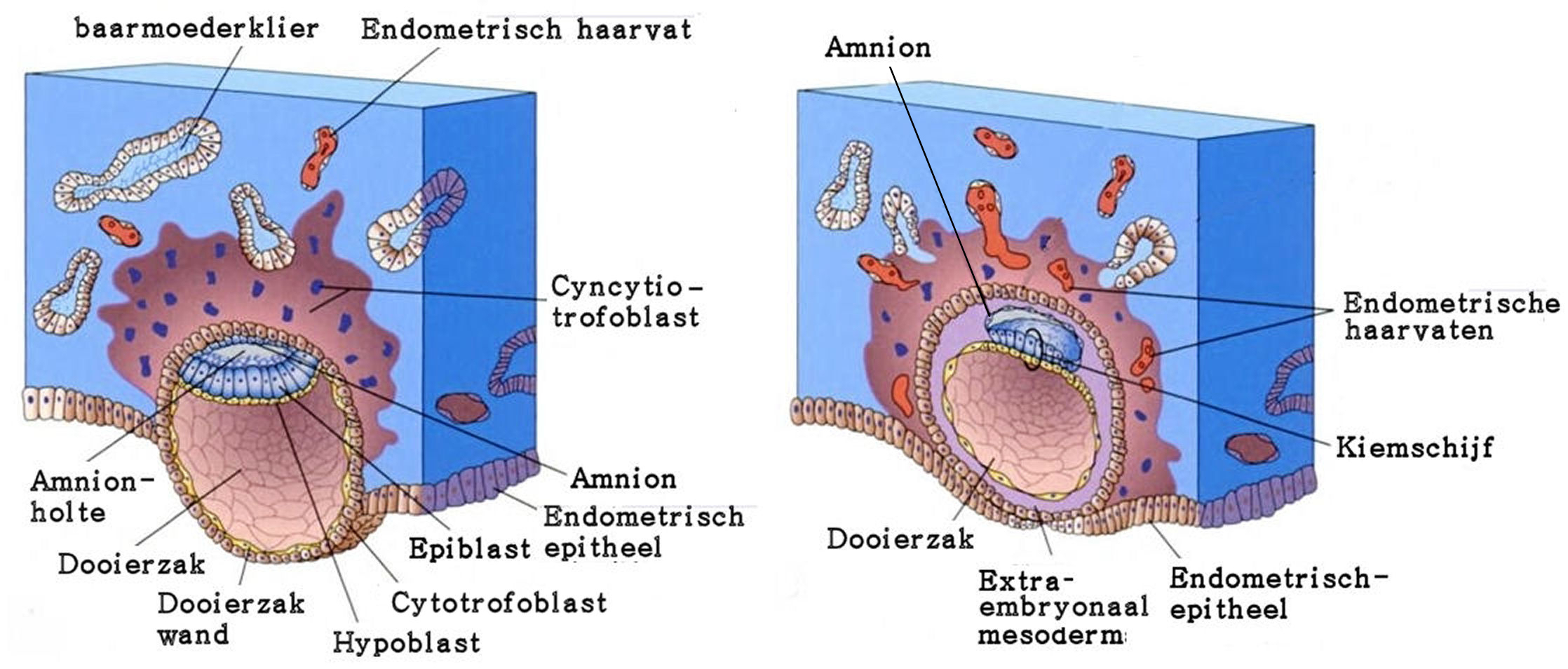
Innesteling

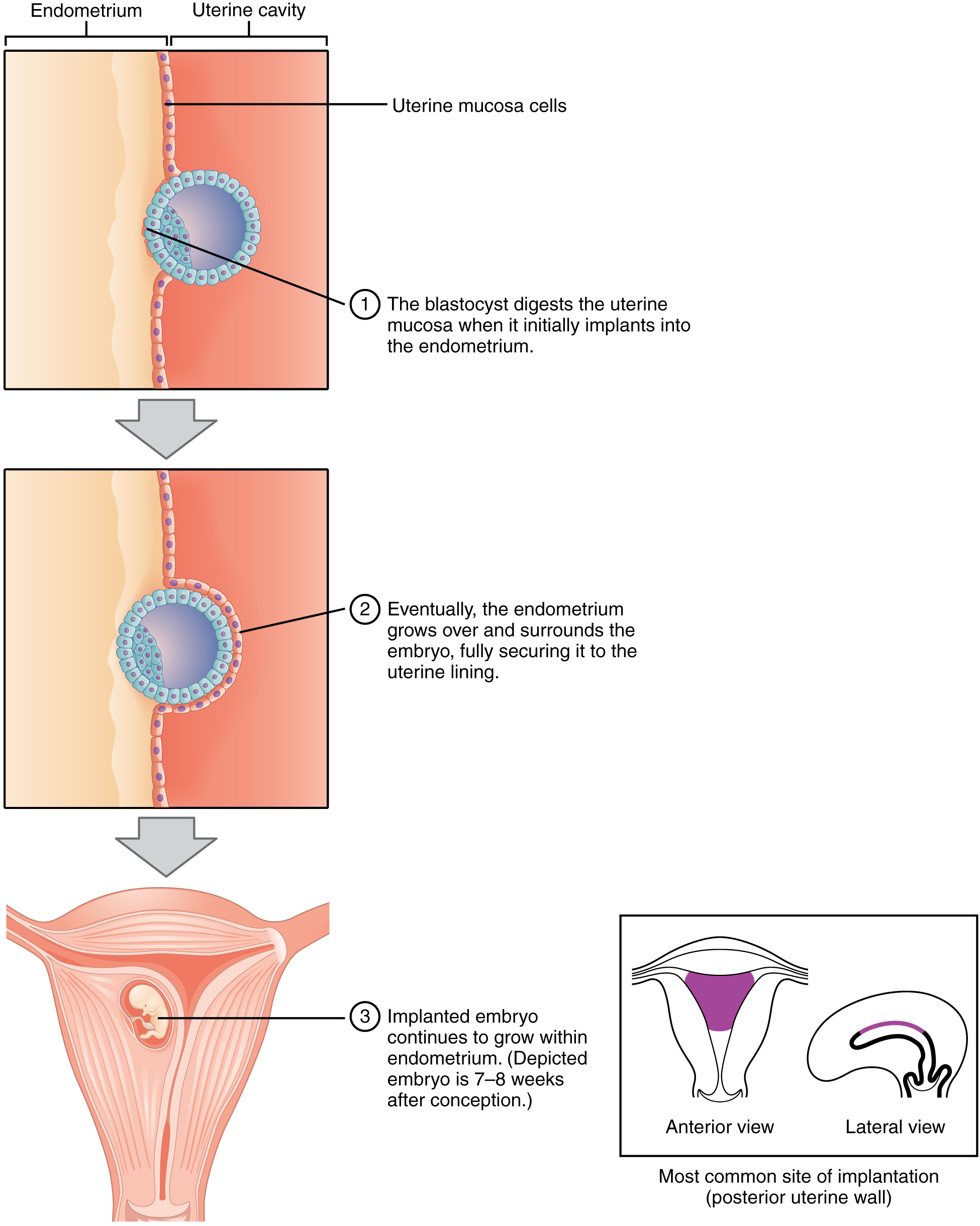
Innesteling

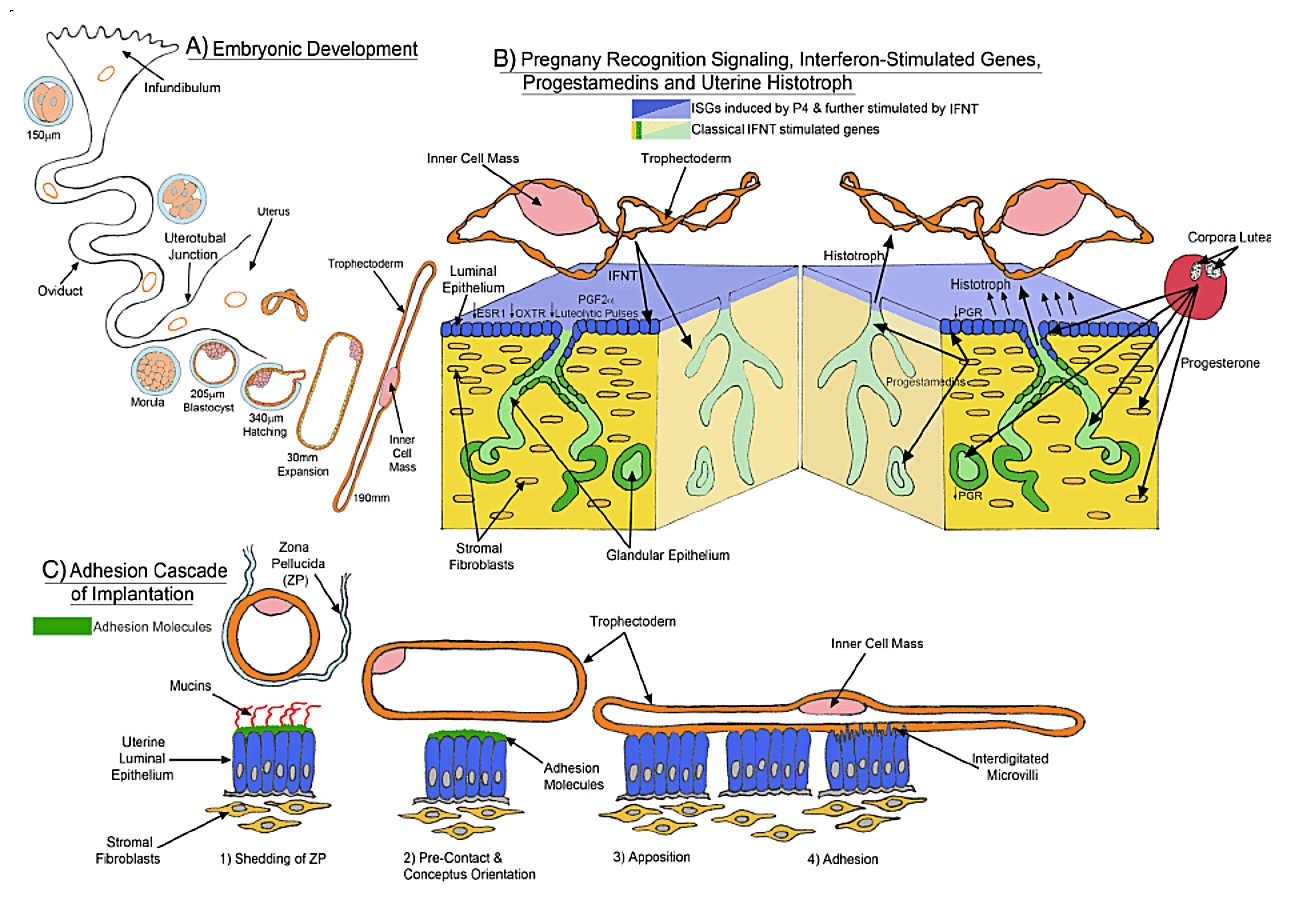
C) Innesteling blastocyste. B) Baarmoederslijmvliesklieren

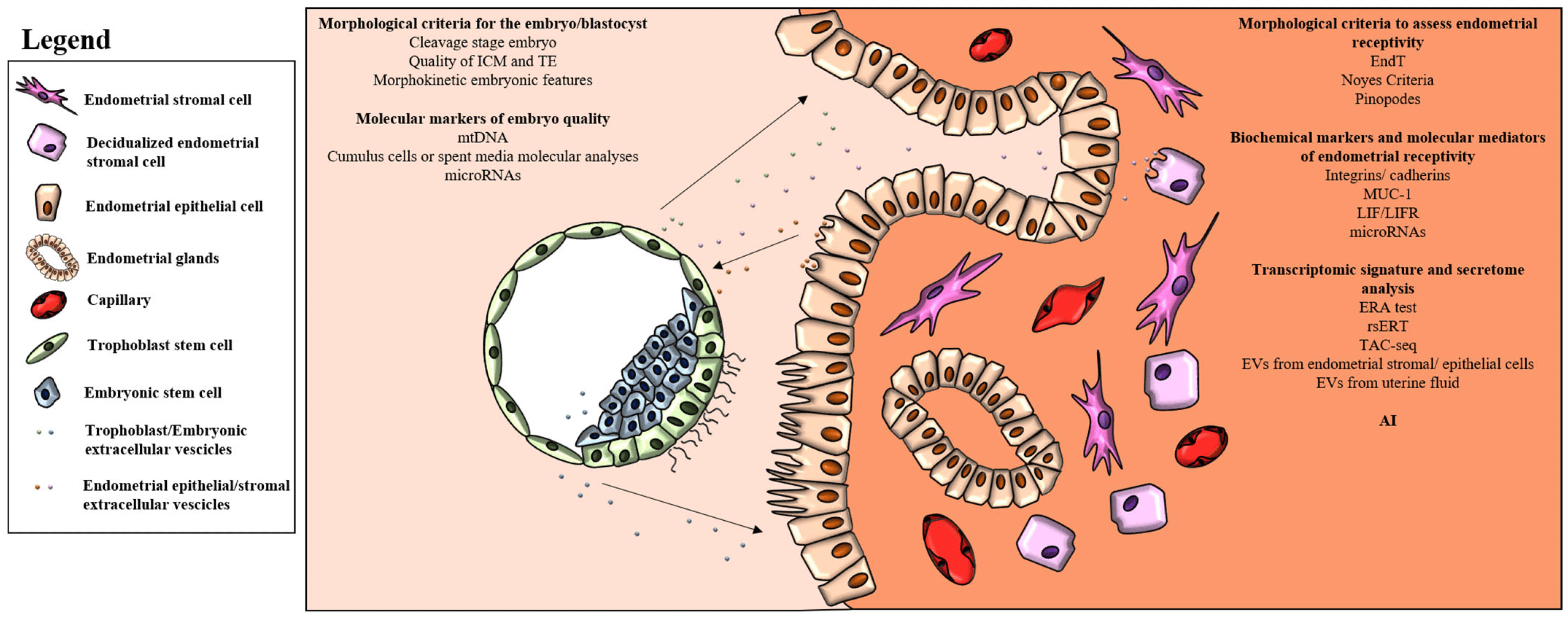
Schematische weergave van de morfologische en moleculaire criteria die worden gebruikt om de kansen op succesvolle embryo-innesteling te vergroten

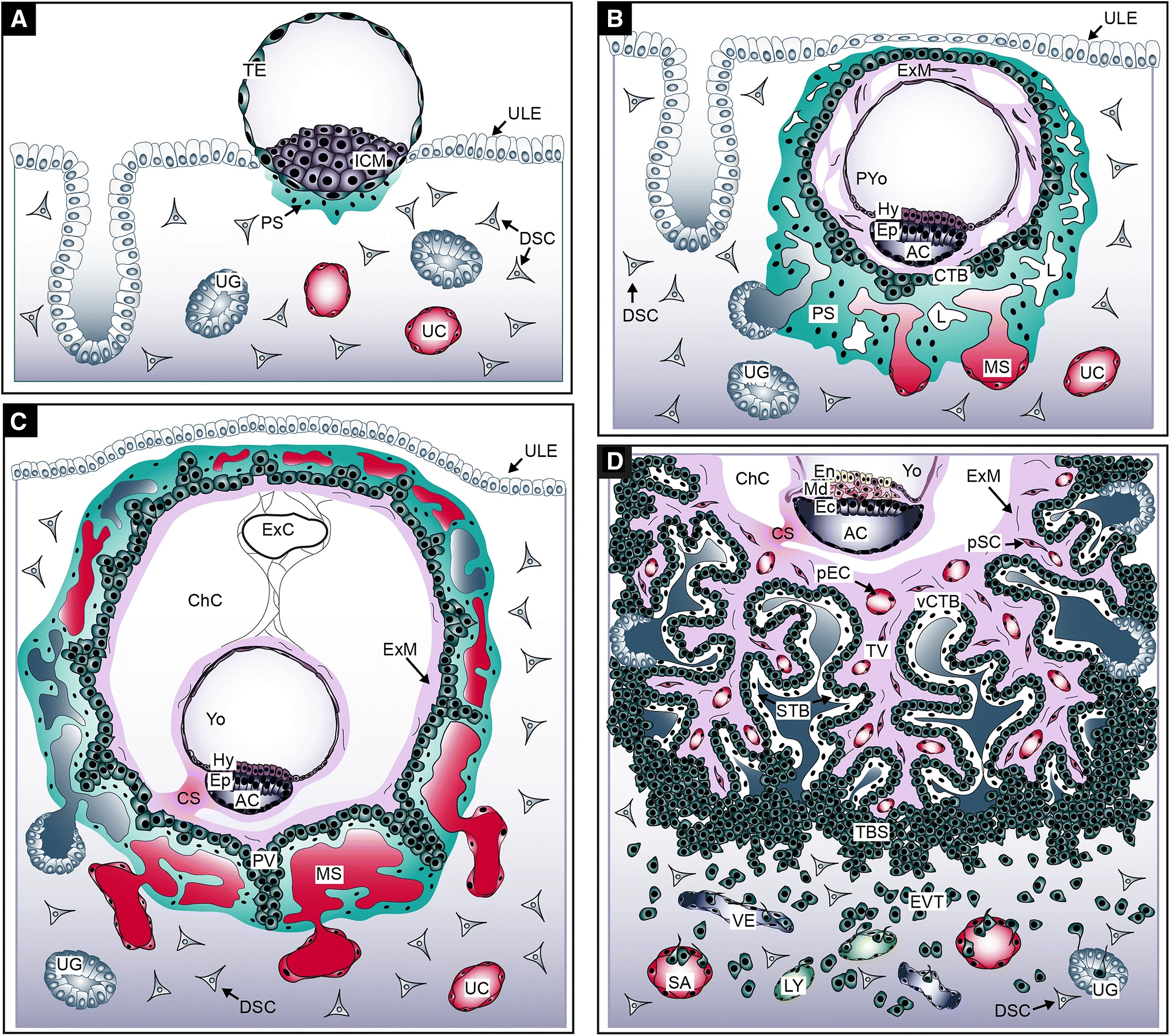
Innesteling van de menselijke blastocyste tijdens de eerste 3 weken (Vanaf de laatste menstruatie) van de zwangerschap

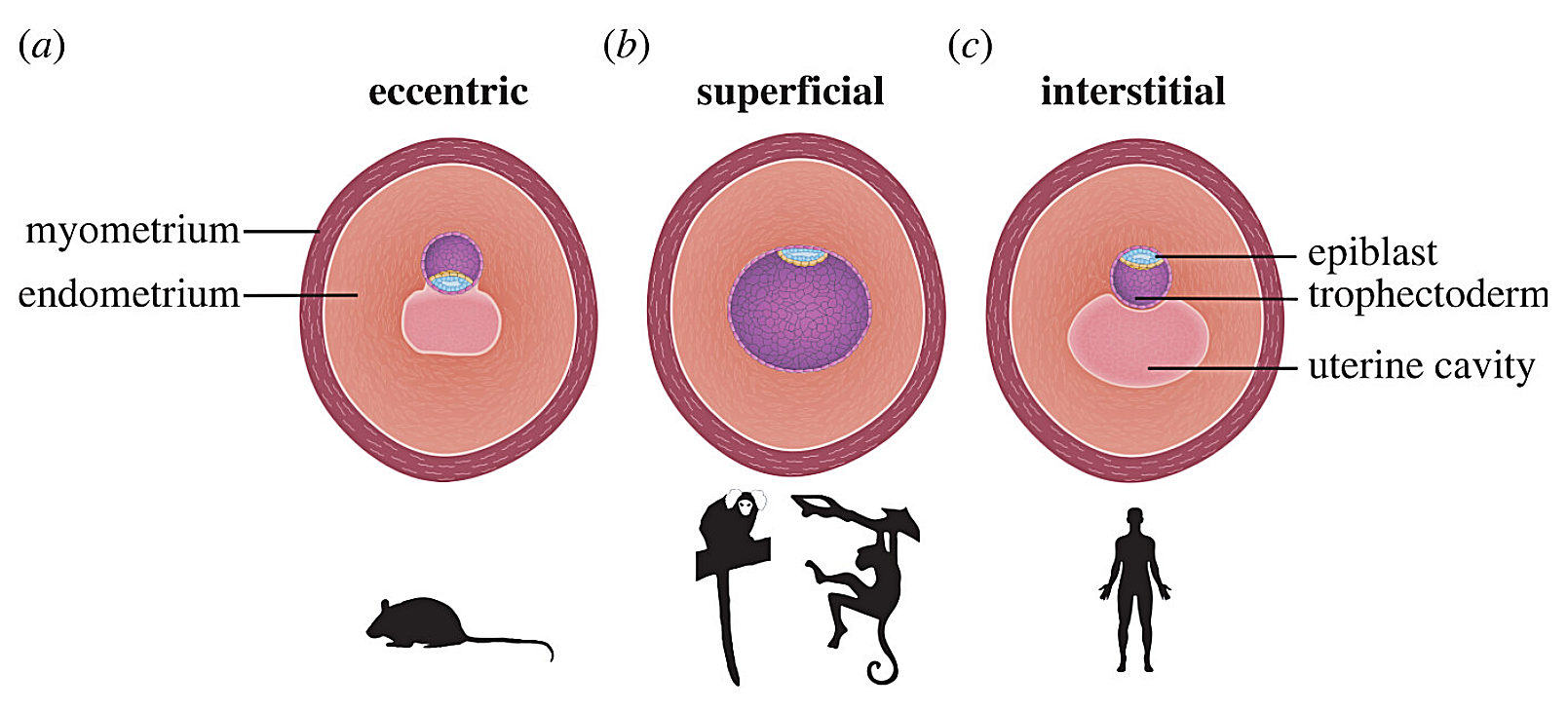
Innesteling bij verschillende dieren en de mens

Innesteling of nidatie is het stadium in de embryonale ontwikkeling van zoogdieren waarbij de zona pellucida rond de blastocyste breekt en deze zich hecht en binnendringt in het baarmoederslijmvlies. Hierdoor wordt de beperking op de fysieke grootte van de embryonale massa opgeheven en worden de buitenste cellen van de blastocyste blootgesteld aan het inwendige van de baarmoeder. Een ingenesteld embryo wordt vastgesteld door de aanwezigheid van verhoogde niveaus van humaan choriongonadotrofine (hCG) in een zwangerschapstest. Het ingenestelde embryo krijgt via de placenta zuurstof en voedingsstoffen om te kunnen groeien.
Voor de innesteling moet de baarmoeder ontvankelijk zijn. De ontvankelijkheid van de baarmoeder brengt veel wederzijds beïnvloeding tussen het embryo en de baarmoeder met zich mee, waardoor veranderingen in het baarmoederslijmvlies worden geïnitieerd. Deze fase zorgt voor een synchronisatie die een innestelingsvenster opent dat een succesvolle innesteling van een levensvatbaar embryo mogelijk maakt. Het endocannabinoïdesysteem speelt een cruciale rol in deze synchronisatie in de baarmoeder en beïnvloedt de ontvankelijkheid van de baarmoeder en embryo-innesteling. Het embryo brengt al vroeg in zijn ontwikkeling cannabinoïdereceptors tot expressie die reageren op anandamide (AEA) dat in de baarmoeder wordt uitgescheiden. De concentratie van AEA vóór innesteling wordt op een hoog niveau gehouden en wordt vervolgens op het moment van innesteling downgereguleerd. Deze signalering is van belang bij de wederzijds beïnvloeding tussen embryo en baarmoeder bij het reguleren van het tijdstip van embryonale innesteling en baarmoederontvankelijkheid. Voor een succesvolle innesteling zijn adequate concentraties AEA nodig, die niet te hoog of te laag zijn.
Er is een uitgebreide variatie in het type trofoblastcellen en structuren van de placenta bij de verschillende soorten zoogdieren. Van de vijf erkende stadia van innesteling, inclusief twee pre-innestelingsstadia die aan de placentavorming voorafgaan, zijn de eerste vier tussen alle soorten vergelijkbaar. De vijf fasen zijn migratie en breken van de zona pellucida, pre-contact, hechting, adhesie en invasie. De twee pre-implantatiefasen houden verband met het pre-innestelingsembryo.
Bij mensen begint het innestelingsproces na het stadium van het breken van de zona pellucida dat ongeveer vier tot vijf dagen na de bevruchting plaatsvindt. Tegen het einde van de eerste week is de blastocyste oppervlakkig gehecht aan het baarmoederslijmvlies. Aan het einde van de tweede week is de innesteling voltooid.
Innesteling is van cruciaal belang voor de overleving en ontwikkeling van het vroege menselijke embryo. Er wordt een verbinding tot stand gebracht tussen de moeder en het vroege embryo, die gedurende de rest van de zwangerschap zal voortduren. Innesteling wordt mogelijk gemaakt door structurele veranderingen in zowel de blastocyste als het baarmoederslijmvlies. De zona pellucida rond de blastocyste breekt. Hierdoor wordt de beperking op de fysieke grootte van de embryonale massa opgeheven en worden de buitenste cellen van de blastocyste blootgesteld aan het inwendige van de baarmoeder. Bovendien bereiden hormonale veranderingen bij de moeder, met name een piek in het luteïniserend hormoon (LH), het baarmoederslijmvlies voor op het ontvangen en omhullen van de blastocyste. Het immuunsysteem wordt ook gemoduleerd om de invasie van vreemde embryonale cellen mogelijk te maken. Eenmaal gebonden aan de extracellulaire matrix van het baarmoederslijmvlies scheiden trofoblastcellen enzymen en andere factoren uit om de blastocyste in de baarmoederwand in te bedden. De vrijkomende enzymen breken de baarmoederslijmvlieswand af, terwijl intracellulaire groeifactoren zoals humaan choriongonadotrofine (hCG) en insuline-achtige groeifactor (IGF) ervoor zorgen dat de blastocyste het baarmoederslijmvlies verder kan binnendringen.
Innesteling in de baarmoederwand maakt de volgende stap in de embryogenese mogelijk, gastrulatie, die de vorming van de placenta uit trofoblastcellen en differentiatie van de binnenste celmassa (embryoblast) in het amnion en de epiblast omvat.

## Innestelingsstadia
Er zijn vijf herkenbare stadia van innesteling bij zoogdieren, waaronder twee pre-implantatiestadia die voorafgaan aan de vorming van de placenta. Het zijn:
- migratie en uitbreken uit de zona pellucida,
- pre-contact,
- aanhechting,
- adhesie en
- invasie.

De eerste vier fasen zijn voor alle soorten vergelijkbaar, waarbij het invasieproces variabel is. Deze drie stadia van appositie, hechting en invasie worden ook wel contact (appositie),  adhesie (hechting) en penetratie (invasie) genoemd, en kunnen alleen plaatsvinden gedurende een beperkt tijdsbestek dat bekend staat als het venster van innesteling wanneer de baarmoeder het meest ontvankelijk is.

### Migratie en uitbreking uit de zona pellucida

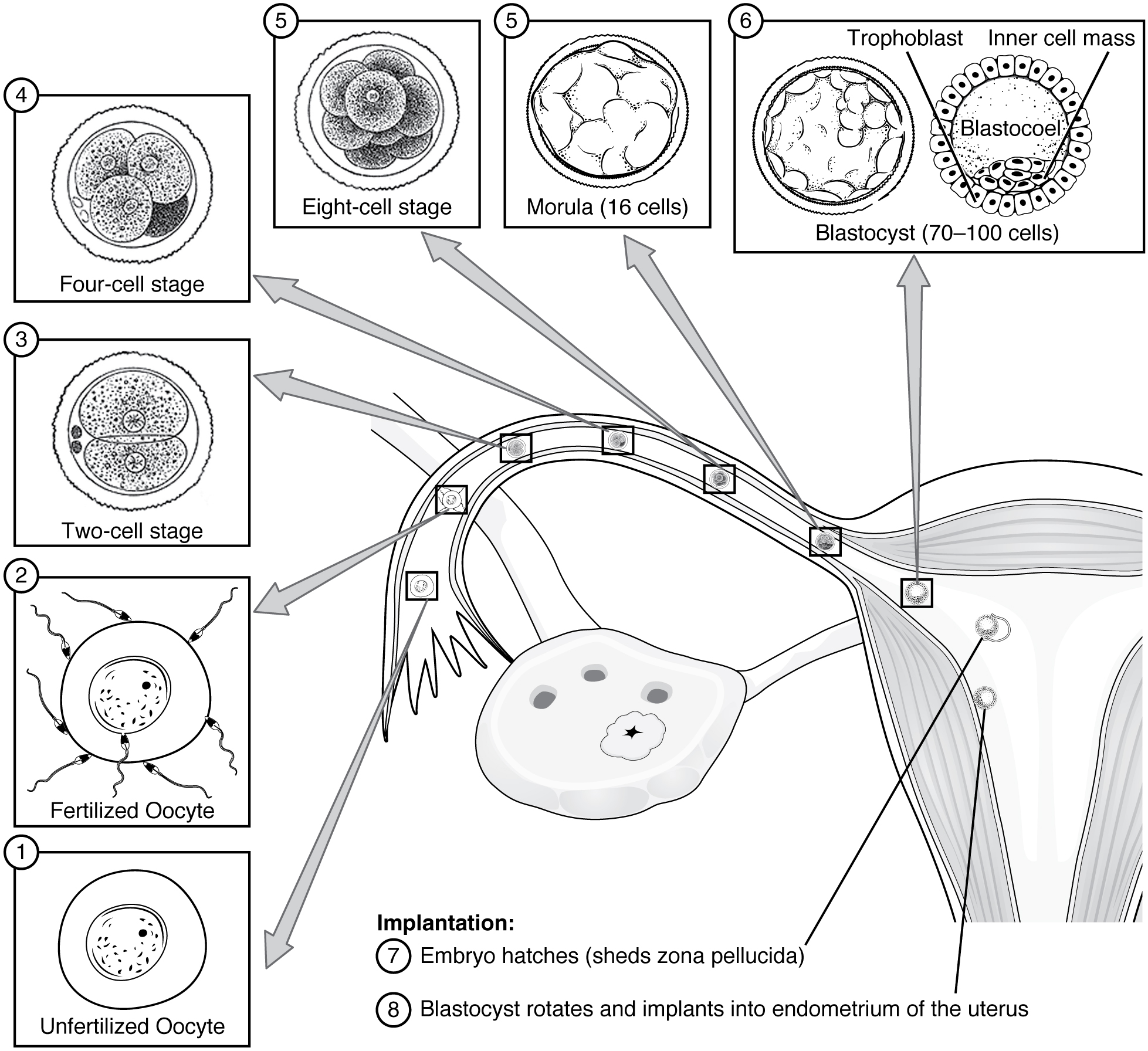
Diagram van de stadia van de ontwikkeling van de blastocyste bij de mens tot innesteling

Er zijn twee fasen van migratie betrokken bij de innesteling, de eerste is de migratie van de zygote, en de tweede is de migratie van de trofoblast. Bevruchting van de eicel vindt plaats in de ampulla tubae uterinae van de eileider. Trilhaartjes op de binnenkant van de eileider zorgen ervoor dat de zygote naar de baarmoeder beweegt. De zona pellucida zorgt ervoor dat de zygote zich niet nestelt in de eileider ter voorkoming van een buitenbaarmoederlijke zwangerschap.
Tijdens de migratie ondergaat de zygote een aantal klievingen waardoor een bal van 16 verdichte blastomeren ontstaat, de zogenaamde morula. De morula komt na drie of vier dagen de baarmoeder binnen en daarbij wordt in de morula een holte gevormd die de blastocoel wordt genoemd. In dit stadium wordt het de blastocyste genoemd. De blastocyste bevat de binnenste celmassa die zich zal ontwikkelen tot het eigenlijke embryo, en een buitenste cellaag van trofoblasten die zich zullen ontwikkelen tot de extra-embryonale membranen (dooierzakmembraan, amnion, allantois en chorion).

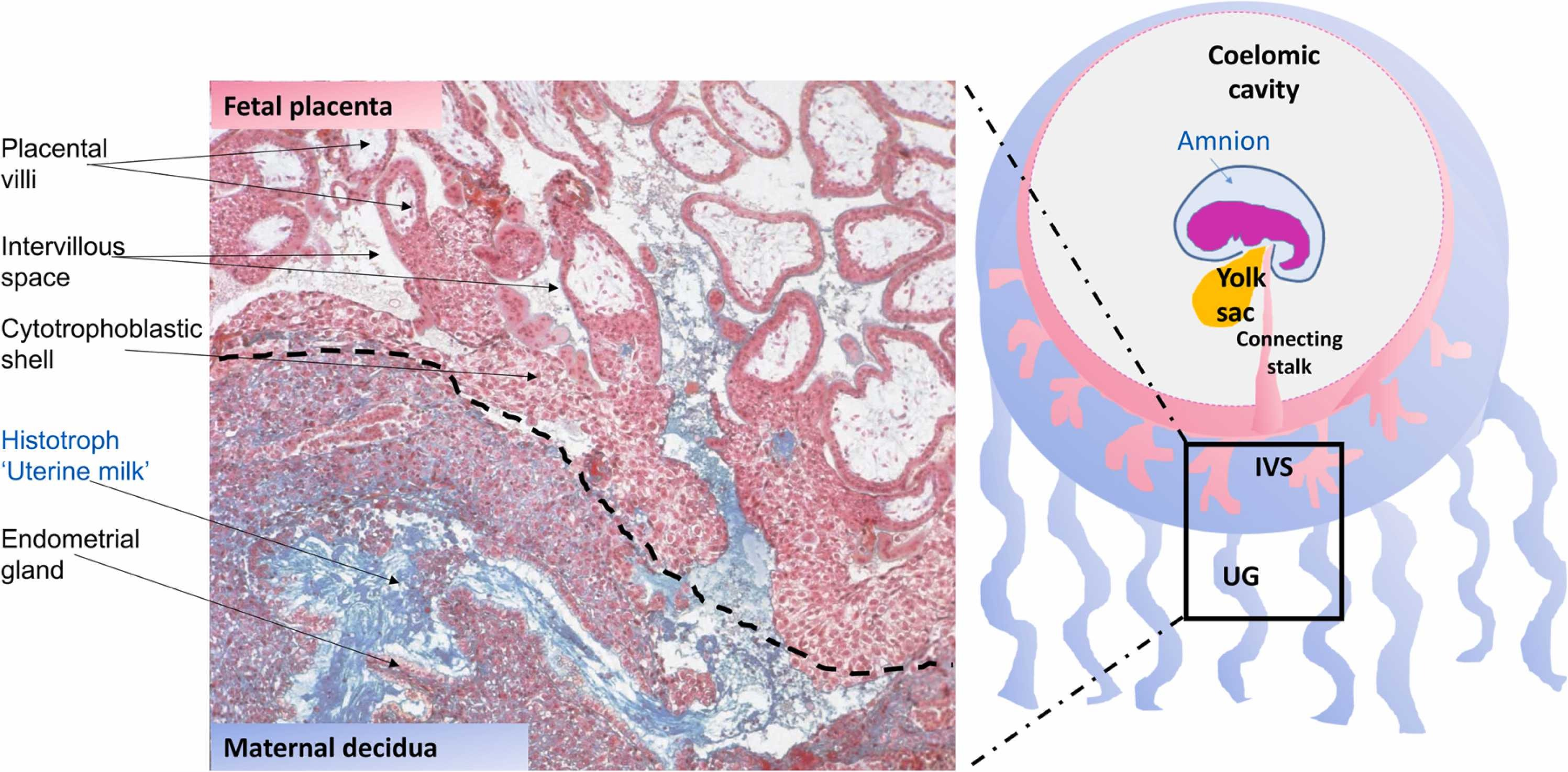
Baarmoedermelk (uterine milk) zichtbaar. IVS=tussenruimte, UG=baarmoederslijmvliesklier.

De blastocyste zit nog steeds ingesloten in de zona pellucida, en om zich in de baarmoederwand te kunnen innestelen, moet het zich van dit beschermend omhulsel ontdoen. Lysische processen in de baarmoeder, evenals processen in de blastocyste zijn essentieel voor de afbraak van het omhulsel. Mechanismen bij dit laatste blijken uit het feit dat de zona pellucida intact blijft als onder dezelfde omstandigheden een onbevruchte eicel in de baarmoeder wordt geplaatst. Onder de bekende moleculaire regulatoren die het afbreken bevorderen bevinden zich voornamelijk proteasen die gestimuleerd worden door verschillende groeifactoren. De blastocyste produceert ook cytokinen, zowel pro-inflammatoire als anti-inflammatoire, die een cruciale rol spelen tijdens innesteling en andere stadia van de zwangerschap. Beide typen cytokinen beïnvloeden de activiteit van proteasen, waaronder matrixmetalloproteasen (MMP's), plasminogeen-activatoren en cathepsinen. Het is onbekend of de cytokinen die betrokken zijn bij het afbreken van het omhulsel pro-inflammatoir of anti-inflammatoir zijn en welke proteasen erbij betrokken zijn. Cytokinen zijn ook aanwezig in de baarmoedermelk (uterus-melk) en zouden de ontwikkeling en functie van de blastocyste kunnen reguleren, maar er is geen bewijs dat hun betrokkenheid het afbreken van het omhulsel ondersteunt. Baarmoedermelk is een melkachtige vloeistof, die rijk is aan voedende bestanddelen en geproduceerd wordt door het baarmoederslijmvlies. Leukemie-remmende factor (LIF) is een pro-inflammatoir cytokine dat tot expressie wordt gebracht in het baarmoederslijmvlies tijdens de luteale fase van de menstruatiecyclus, waarbij de hoogste expressie wordt waargenomen tijdens het innestelingsvenster. LIF speelt een rol bij adhesie en invasie.
Het vrijkomen van de blastocyste kan bij in-vitrofertilisatie beïnvloed worden door de zona pellucida te doorboren.

### Pre-contact
In deze fase neemt de blastocyste na het uitbreken uit de zona pellucida een geschikte positie in het baarmoederslijmvlies in.

### Appositie (aanhechting)
Na het uitbreken uit de zona pellucida wordt de allereerste losse verbinding of contact tussen de blastocyste en het baarmoederslijmvlies appositie (aanhechting) genoemd. Appositie wordt meestal gedaan op plaatsen waar zich een kleine holte in het baarmoederslijmvlies bevindt, en ook op plaatsen waar de zona pellucida voldoende is afgebroken om de blastocyste trofoblast rechtstreeks in contact te laten komen met het onderliggende baarmoederslijmvlies. Uiteindelijk wordt de binnenste celmassa (embryoblast), binnen de trofoblast laag, het dichtst bij de decidua uitgelijnd. Als de binnenste celmassa niet is uitgelijnd met de decidua bij appositie, heeft deze het vermogen om vrijelijk binnen de trofoblast te roteren om deze uitlijning te bereiken. Appositie is slechts een zwakke interactie van de trofoblast met het baarmoederepitheel dat onstabiel is voor schuifspanning. Appositie is ook omkeerbaar, waardoor herpositionering van de blastocyste in de baarmoeder mogelijk is.

#### Plaats van aanhechting
Bij mensen vindt de aanhechting meestal plaats op de achterwand van de baarmoeder, maar zeer zelden buiten de baarmoeder als er doorgangsproblemen zijn in het gebied van de eileider. In deze gevallen vindt er een buitenbaarmoederlijke zwangerschap plaats, waarbij in 99% van de gevallen de eileider zelf de locatie is. In de overige gevallen van buitenbaarmoederlijke zwangerschap vindt aanhechting plaats in de buikholte, meestal in de holte van Douglas of het mesenterium.
Bij dieren met meerdere nakomelingen vertonen de individuele blastocysten een directionele ruimtelijke verdeling (“spacing”) in de baarmoeder, die wordt gecontroleerd door het myometrium onder invloed van progesteron.

### Adhesie
Adhesie is een veel sterkere hechting aan het baarmoederslijmvlies dan de losse appositie.
De trofoblasten hechten zich door het baarmoederslijmvlies te penetreren met uitsteeksels van de trofoblastcellen.
Deze hechtende activiteit vindt plaats door microvilli die zich op de trofoblast bevinden.
De trofoblast heeft bindende vezelverbindingen, laminine, collageen type IV en integrinen die helpen bij dit adhesieproces.
Mucin-16 is een transmembraanmucine dat tot expressie wordt gebracht op het apicale oppervlak van het baarmoederepitheel. Dit mucine voorkomt dat de blastocyste zich in een ongewenste locatie op het epitheel implanteert. MUC-16 remt dus de cel-celadhesie. Er is aangetoond dat de verwijdering van MUC-16 tijdens de vorming van de tentakelvormige uitsteeksels op het apicale celmembraan van baarmoederepitheelcellen (pinopoden) de trofoblastinvasie in vitro vergemakkelijkt.
De identiteit van de moleculen op de trofoblast en het baarmoederepitheel die de initiële interactie tussen de twee mogelijk maken, is nog niet vastgesteld. Een aantal onderzoeksgroepen heeft echter voorgesteld dat MUC1, een lid van de mucine-familie van geglycosyleerde eiwitten, erbij betrokken is. MUC1 is een transmembraanglycoproteïne dat tot expressie wordt gebracht op het apicale oppervlak van baarmoederepitheelcellen tijdens het innestelingsvenster bij mensen en er is aangetoond dat het differentieel tot expressie komt tussen vruchtbare en onvruchtbare personen op dit moment. MUC1 vertoont koolhydraatgroepen op zijn extracellulaire domein die liganden zijn van L-selectine, een celadhesiemolecuul op het oppervlak van trofoblastcellen. Een in vitro innestelingsmodel leverde bewijs ter ondersteuning van de hypothese dat L-selectine de appositie van de blastocyste aan het baarmoederepitheel bemiddelt door interactie met zijn liganden.

### Invasie
Invasie is de verdere vestiging van de blastocyste in het baarmoederslijmvlies. De tentakelvormige uitsteeksels van de trofoblastcellen die zich in het baarmoederslijmvlies vasthechten blijven zich vermenigvuldigen en dringen het baarmoederslijmvlies binnen met behulp van de gelatinasen A (MMP-2) en B (MMP-9). Trofoblasten dringen de baarmoeder binnen en proberen de bloedtoevoer naar de moeder te bereiken, om zo de basis te leggen voor de bloedstroom van de foetus. Ze scheiden ook de pre-implantatiefactor af, een peptide dat hun invasie en placentavorming helpt. Terwijl deze trofoblasten binnendringen, versmelten ze met hun buren en differentiëren uiteindelijk in een meerkernig weefsel, een syncytium bekend als de syncytiotrofoblast. Tussen deze laag en de blastocyste ligt de cytotrofoblast. Een ander deel van de toenemende populatie cytotrofoblastcellen vormt kolommen in de groeiende syncytiotrofoblast wat het begin is van de vorming van de chorionvilli. Later breken sommige van deze cellen door de syncytiotrofoblast en zorgen voor een goede verankering van de chorionvilli aan het moederlijke weefsel.
Wanneer de syncytiotrofoblast het basale membraan onder de deciduale cellen bereikt, maakt hij deze los om verder het stroma van de baarmoeder binnen te dringen. Het losmaken wordt bereikt door het afbreken van de celadhesiemoleculen (CAM's) die de deciduale cellen met elkaar verbinden, en de bijbehorende extracellulaire matrix. De afbraak wordt bereikt door de uitscheiding van tumornecrosefactor-alfa uit de syncytiotrofoblast, die de expressie van CAM's en bèta-catenine remt. De extracellulaire matrix wordt afgebroken door metalloproteïnasen zoals collagenasen, gelatinasen en matrixmetalloproteasen, en door serineproteasen. De collagenasen verteren collageen type I, II, III, VII en X. De gelatinasen bestaan in twee vormen; één verteert Type-IV collageen en één verteert gelatine. De syncytiotrofoblast kan dan het baarmoederslijmvlies binnendringen. Intracellulaire groeifactoren zoals humaan choriongonadotrofine (hCG) en insuline-achtige groeifactor (IGF) zorgen ervoor dat de blastocyste het baarmoederslijmvlies verder kan binnendringen. Na de invasie wordt het gat in het baarmoederepitheel, ontstaan door het binnendringen van de blastocyste, afgesloten door een fibrineplug. De fibrineplug is een coagulatie van een bloedstolsel en celresten.

#### Extravilleuze trofoblasten
Cytotrofoblasten kunnen in de toppen van de villi differentiëren tot een ander type trofoblast, de extravilleuze trofoblast. Extravilleuze trofoblasten groeien uit de placenta en dringen door in de gedecidualiseerde baarmoeder. Dit proces is niet alleen essentieel voor de fysieke bevestiging van de placenta aan de moeder, maar ook voor het veranderen van het vaatstelsel in de baarmoeder. Deze verandering zorgt voor een adequate bloedtoevoer naar de groeiende foetus naarmate de zwangerschap vordert. Sommige van deze trofoblasten vervangen zelfs de endotheelcellen in de baarmoederspiraalvormige slagaders, terwijl ze deze vaten omvormen tot wijde bloedvaten, die onafhankelijk zijn van moederlijke vasoconstrictie. Dit zorgt ervoor dat de foetus een constante bloedtoevoer krijgt en dat de placenta niet wordt blootgesteld aan zuurstofschommelingen die schade kunnen veroorzaken.

#### Uitscheidingen
Er is aangetoond dat pre-implantatie blastocysten in staat zijn groeifactoren, hormonen en trypsine-achtige proteasen uit te scheiden voor het afbreken van de zona pellucida.
Tijdens de innesteling scheidt de blastocyste stoffen af voor een groot aantal doeleinden. Het scheidt verschillende autocriene (werken in op dezelfde cel die ze uitscheidt) stoffen af en stimuleert het om het baarmoederslijmvlies verder binnen te dringen. Humaan choriongonadotrofine (hCG) is een autocriene groeifactor voor de blastocyste, terwijl insuline-achtige groeifactor 2 (IGF-2) de binnendringing ervan stimuleert. Humaan choriongonadotrofine werkt niet alleen als een immunosuppressivum, maar geeft ook aan de moeder door dat ze zwanger is, waardoor luteolyse (afbraak) van het corpus luteum en de menstruatie worden voorkomen door de functie van het corpus luteum te behouden. Uitscheidingen maken deciduale cellen van elkaar los, voorkomen dat het embryo door de moeder wordt afgestoten, veroorzaken de uiteindelijke decidualisatie en voorkomen menstruatie. De pre-implantatiefactor wordt uitgescheiden door trofoblastcellen vóór de vorming van de placenta.

##### Immunosuppressief
Het embryo verschilt van de cellen van de moeder en zou door het immuunsysteem van de moeder als een pathogeen worden afgebroken als het geen immunosuppressieve stoffen afscheidt. Dergelijke stoffen omvatten bloedplaatjesactiverende factor, humaan choriongonadotrofine, vroege zwangerschapsfactor, prostaglandine E2, interleukine-1 alfa, interleukine 6 , interferon-alfa, leukemie-remmende factor en koloniestimulerende factor.

##### Andere uitscheidingen
Andere factoren die worden uitgescheiden door de blastocyst zijn:
- Embryo-derived histamine-releasing factor
- Weefselplasminogeenactivator evenals de remmers ervan
- Estradiol
- β1-integrinen
- Fibroblastgroeifactor
- Transforming growth factor alpha (TGF alpha)
- Inhibine

## Ontvankelijkheid baarmoeder
Om innesteling mogelijk te maken ondergaat de baarmoeder veranderingen om de blastocyste te kunnen ontvangen. Ontvangst omvat veranderingen in baarmoederslijmvliescellen bij de vorming van pinopoden (uitsteeksels op het apicale celmembraan van baarmoederepitheelcellen), die helpen baarmoedermelk te absorberen; veranderingen in de dikte van het baarmoederslijmvlies en de ontwikkeling van de bloedtoevoer, en de vorming van de decidua. Gezamenlijk staan deze veranderingen bekend als plasmamembraantransformatie, brengen de blastocyste dichter bij het baarmoederslijmvlies en immobiliseren deze. Tijdens deze fase kan de blastocyste nog steeds uit de baarmoeder spoelen.
Succesvolle innesteling is mede afhankelijk van de levensvatbaarheid van de blastocyste en de ontvankelijkheid van de baarmoeder. Een kritische factor is de ontwikkelingssynchronisatie tussen de blastocyste en de baarmoeder. De synchronie zorgt voor een korte periode van ontvankelijkheid, bekend als het innestelingsvenster, en brengt in dit stadium veel samenwerking tussen de blastocyste en het baarmoederslijmvlies met zich mee.
Het endocannabinoïdesysteem (ECS) speelt een cruciale rol in deze synchronisatie in de baarmoeder en beïnvloedt de baarmoederontvankelijkheid en de innesteling van de blastocyste. De blastocyste brengt al vroeg in zijn ontwikkeling cannabinoïdereceptoren tot expressie die reageren op anandamide (AEA) dat in de baarmoeder wordt uitgescheiden. Deze signalering is van belang bij de samenwerking tussen blastocyste en baarmoeder bij het reguleren van het tijdstip van innesteling en baarmoederontvankelijkheid. Voor een succesvolle innesteling zijn voldoende concentraties anandamide nodig die niet te hoog of te laag zijn. IL-6 and FAAH are both crucial for uterine receptivity and together with AEA there is seen to be a link with adequate endometrial thickness that sustains pregnancy. IL-6 en FAAH zijn beide cruciaal voor de baarmoederontvankelijkheid en samen met anandamide blijkt er een verband te bestaan met een goede baarmoederslijmvliesdikte die de zwangerschap in stand houdt.

### Innestelingsvenster
Het innestelingsvenster omvat een beperkt tijdsbestek voor de succesvolle aanhechting van de blastocyste. Bij mensen is de baarmoederontvankelijkheid optimaal op dag 20-24 van de secretoire fase van de menstruatiecyclus wanneer het niveau van het luteïniserend hormoon het hoogst is.Gedurende deze tijd vindt de samenwerking tussen de blastocyste en het baarmoederslijmvlies plaats. De endotheliale epitheelcellen aan de binnenkant van de baarmoeder zijn de eerste cellen die signalen van de blastocyste opvangen en deze omzetten in een downstream regulatiesignaal. Bij mensen is het innestellingsvenster slechts 24-36 uur aanwezig.
Het baarmoedermicrobioom speelt een belangrijke rol bij een succesvolle innesteling door het onder controle houden van de baarmoedercelfunctie en de functie van het lokale immuniteitssysteem dat de groei van pathogenen voorkomt. Dit houdt verband met de afscheiding van beschermende stoffen.

#### Innestelingsbloeding
Een aantal zwangere vrouwen krijgt nog een bloeding op het moment dat hun volgende menstruatie had moeten komen. Deze bloeding wordt veroorzaakt door de blastocyste die zich innestelt in het baarmoederslijmvlies. Zo'n innestelingsbloeding gaat doorgaans met minder bloedverlies en minder buikkrampen gepaard. Op dag 13 is de innestelingsplaats in het baarmoederslijmvlies gewoonlijk afgesloten door een fibrineplug, maar een verhoogde bloedstroom naar de trofoblastruimten kan soms bloedingen op die plaats veroorzaken. Een innestelingsbloeding kan gepaard gaan met symptomen zoals krampen, misselijkheid, gevoelige borsten en hoofdpijn. Innestelingsbloedingen kunnen worden onderscheiden van periodebloedingen door kleur, stolling, sterkte en duur van de bloeding.

#### Pinopodia

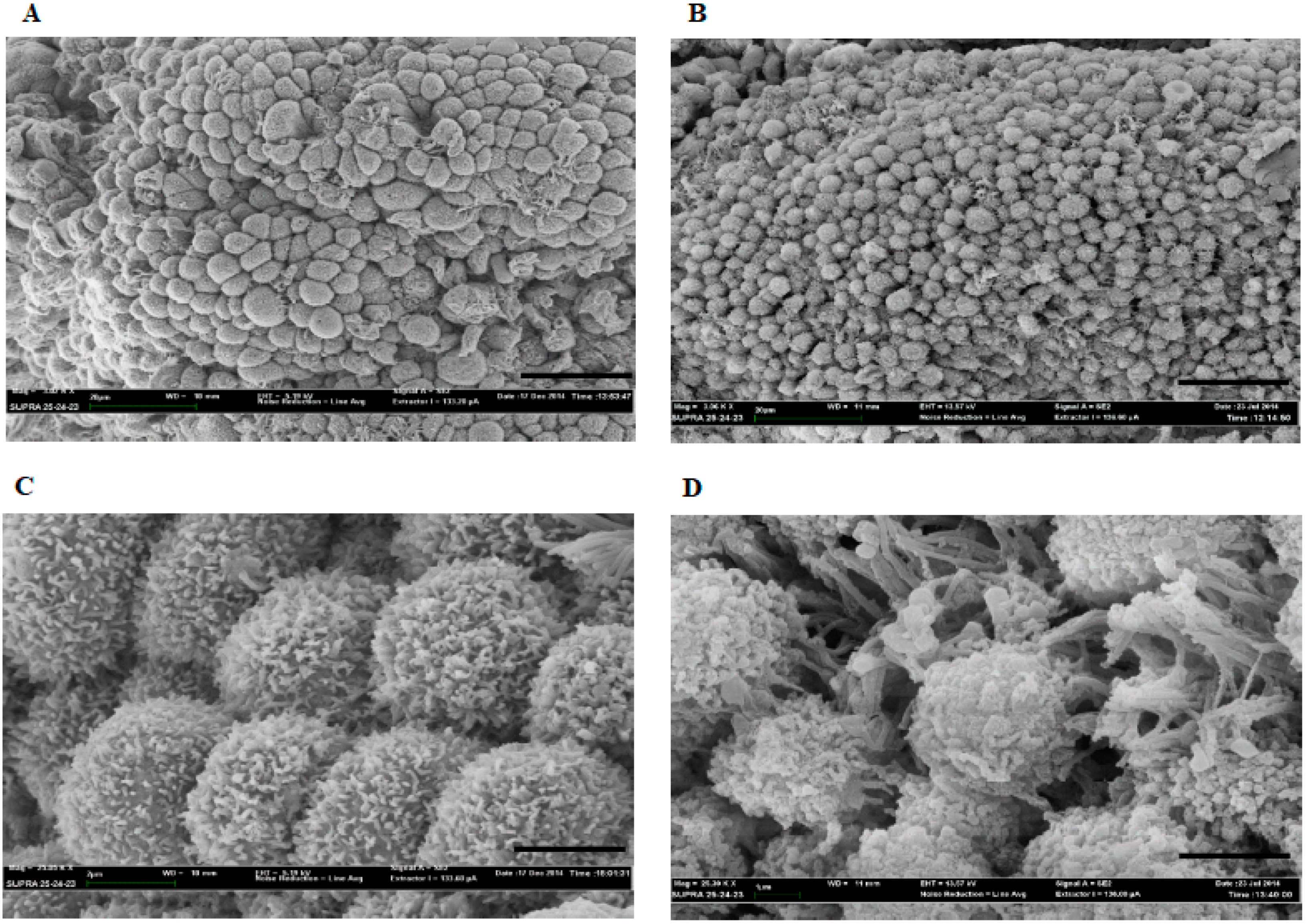
Pinopodia in de baarmoeder van een mens. A, C: baarmoederslijmvliesweefsel uit de controle, B, D: baarmoederslijmvliesweefsel bij herhaaldelijk zwangerschapsverlies

Pinopodia worden gevormd aan het begin van het innestelingsvenster en worden bij veel soorten aangetroffen. Het zijn paddenstoelachtige uitsteeksels van het apicaal celmembraan van baarmoederepitheelcellen. Pinopodia worden gevormd door de zwelling van deze epitheelcellen en het samensmelten van een aantal microvilli voor het verkrijgen van een maximale grootte.
Ze verschijnen tussen dag 19 en dag 21 van de postmenstruele leeftijd en zijn volledig gevormd op dag 20. Dit komt overeen met een conceptionele leeftijd van ongeveer vijf tot zeven dagen, wat goed overeenkomt met het tijdstip van innesteling. Pinopodia blijven slechts maximaal twee dagen bestaan en worden gezien als de ultrastructurele merkers van ontvankelijkheid.
Hun ontwikkeling wordt bevorderd door progesteron en geremd door oestrogenen. Tijdens het innestelingsvenster wordt de celadhesie van cel tot cel geremd door MUC1, een glycoproteïne aan het celoppervlak, behorend tot de glycocalyx. De pinopodia zijn groter dan de microvilli en steken door de glycocalyx heen, waardoor direct contact met de aanhangende trofoblast mogelijk is. Het belangrijkste eigenschap van pinopodia is het verwijderen van glycoproteïnen van de celoppervlakken van de baarmoederepitheelcellen. Er is ook aangetoond dat MUC16 van de celoppervlakken verdwijnt met de ontwikkeling van de pinopodia. Sommige onderzoeken hebben gemeld dat pinopodia trilharen insluiten, wat de beweging van het embryo verhindert en tijdens innesteling nauw contact en hechting van het embryo mogelijk maakt.
Pinopodia brengen baarmoedermelk en de macromoleculen ervan in de cellen via het proces van endocytose. Dit verkleint het volume van de baarmoeder, waardoor de wanden waarin de blastocyste drijft dichter bij de blastocyste komen. De periode van actieve pinopodia zou dus het innestelingsvenster kunnen verkleinen. Pinopodia blijven baarmoedermelk absorberen en verwijderen het grootste deel ervan tijdens de vroege stadia van de innesteling.

### Predecidualisatie
Het baarmoederslijmvlies wordt dikker, vormt nieuwe bloedvaten en de baarmoederklieren worden kronkelig en gestimuleerd in de afscheiding van baarmoedermelk. Deze veranderingen bereiken hun maximum ongeveer zeven dagen na de ovulatie.
Bovendien produceert het oppervlak van het baarmoederslijmvlies een soort ronde cellen, die het hele gebied richting de baarmoederholte bedekken. Dit gebeurt ongeveer 9 tot 10 dagen na de eisprong. Deze cellen worden deciduacellen genoemd, wat benadrukt dat de hele laagcellen bij elke menstruatie wordt afgestoten als er geen zwangerschap optreedt. De vergroting van de ronde cellen is te wijten aan de ophoping van glycogeen en lipiden in het cytoplasma, waardoor deze cellen een rijke voedingsbron kunnen vormen voor het zich ontwikkelende embryo. Er wordt ook gedacht dat deciduacellen de invasie van het baarmoederslijmvlies door trofoblastcellen controleren. De baarmoederklieren nemen in activiteit af en degenereren ongeveer 8 tot 9 dagen na de ovulatie als er geen sprake is van zwangerschap.
De deciduacellen zijn afkomstig van de stromale cellen die altijd in het baarmoederslijmvlies aanwezig zijn en vormen een nieuwe laag, de decidua. De rest van het baarmoederslijmvlies bestaat uit de laag langs de baarmoederholte, de basale laag en de grenslaag. De cellen langs de baarmoederholte vormen het stratum compactum van het baarmoederslijmvlies, in tegenstelling tot het basolaterale stratum spongiosum, die bestaat uit de tamelijk sponsachtige stromacellen. De laag grenzend aan het myometrium wordt het stratum basale genoemd.

### Decidualisatie
De decidualisatie breidt zich uit als er zwangerschap optreedt, waardoor de baarmoederklieren, het stratum compactum en het epitheel van de deciduacellen die deze bekleden verder worden ontwikkeld. De deciduacellen worden gevuld met lipiden en glycogeen en nemen de veelvlakkige vorm aan die kenmerkend is voor deciduacellen. Factoren uit de blastocyst veroorzaken ook de uiteindelijke vorming van deciduacellen in hun juiste vorm. Daarentegen degenereren sommige deciduacellen in de nabijheid van de blastocyste, waardoor er voedingsstoffen voor de blastocyste vrijkomen. Een indicatie van embryonale invloed is dat decidualisatie in hogere mate plaatsvindt tijdens de conceptiecycli dan in de niet-conceptiecycli. Bovendien worden soortgelijke veranderingen waargenomen bij het geven van stimuli die de natuurlijke innesteling van het embryo nabootsen.
Het embryo geeft serineproteasen vrij die ervoor zorgen dat het epitheelcelmembraan depolariseert en het epitheelnatriumkanaal activeert. Dit veroorzaakt een instroom van calciumionen (Ca2+) en fosforylering van CREB. Fosforylering van CREB reguleert de expressie van COX2, wat leidt tot de afgifte van prostaglandine E2 (PGE2) uit epitheelcellen. PGE2 werkt in op de stromacellen en activeert cAMP-gerelateerde reactiepaden in stromale cellen, wat leidt tot decidualisatie.

## Klinische betekenis

### Mislukte innesteling
Voortplanting bij mensen is niet erg efficiënt. Slechts ongeveer 30% van de natuurlijke bevruchtingen resulteert in een succesvolle zwangerschap. Van de mislukte zwangerschappen is ongeveer 85% te wijten aan een mislukte innesteling. Er wordt aangenomen dat het mislukken van de innesteling in twee derde van de gevallen wordt veroorzaakt door onvoldoende baarmoederontvankelijkheid en voor het andere derde deel door problemen met het embryo zelf. De meeste IVF-procedures mislukken vanwege het mislukken van de innesteling, wat verantwoordelijk is voor bijna de helft van alle mislukte zwangerschappen.
Een ontoereikende baarmoederontvankelijkheid kan worden veroorzaakt door abnormale cytokine en hormonale signalering, evenals door epigenetische veranderingen. Herhaaldelijk mislukken van de innesteling is een oorzaak van vrouwelijke onvruchtbaarheid. Daarom kunnen zwangerschapscijfers worden verbeterd door de ontvankelijkheid van het baarmoederslijmvlies voor innesteling te optimaliseren. Evaluatie van implantatiemerkers kan helpen de uitkomst van de zwangerschap te voorspellen en innestelingstekortkomingen op te sporen. Als onderdeel van het organ-on-a-chip-programma, een endometrium-on-a-chip is ontwikkeld om de werking van het baarmoederslijmvlies te modelleren, waardoor de oorzaken van het mislukken van de innesteling duidelijker kunnen worden geïdentificeerd. Organoïden zijn ook ontwikkeld om het baarmoederslijmvlies en zijn rol bij innesteling te modelleren.
Bij vrouwen met meer dan drie mislukte innestelingen bij kunstmatige voortplanting werd in een overzicht van verschillende kleine controlegroepen met gerandomiseerd onderzoek geschat dat het gebruik van aanvullende heparine met laag molecuulgewicht het levendgeboortecijfer met ongeveer 80% verbetert. Luteale faseondersteuning kan het gebruik van progesteron en humaan choriongonadotrofine (hCG) omvatten om de kansen op een succesvolle implantatie te vergroten.

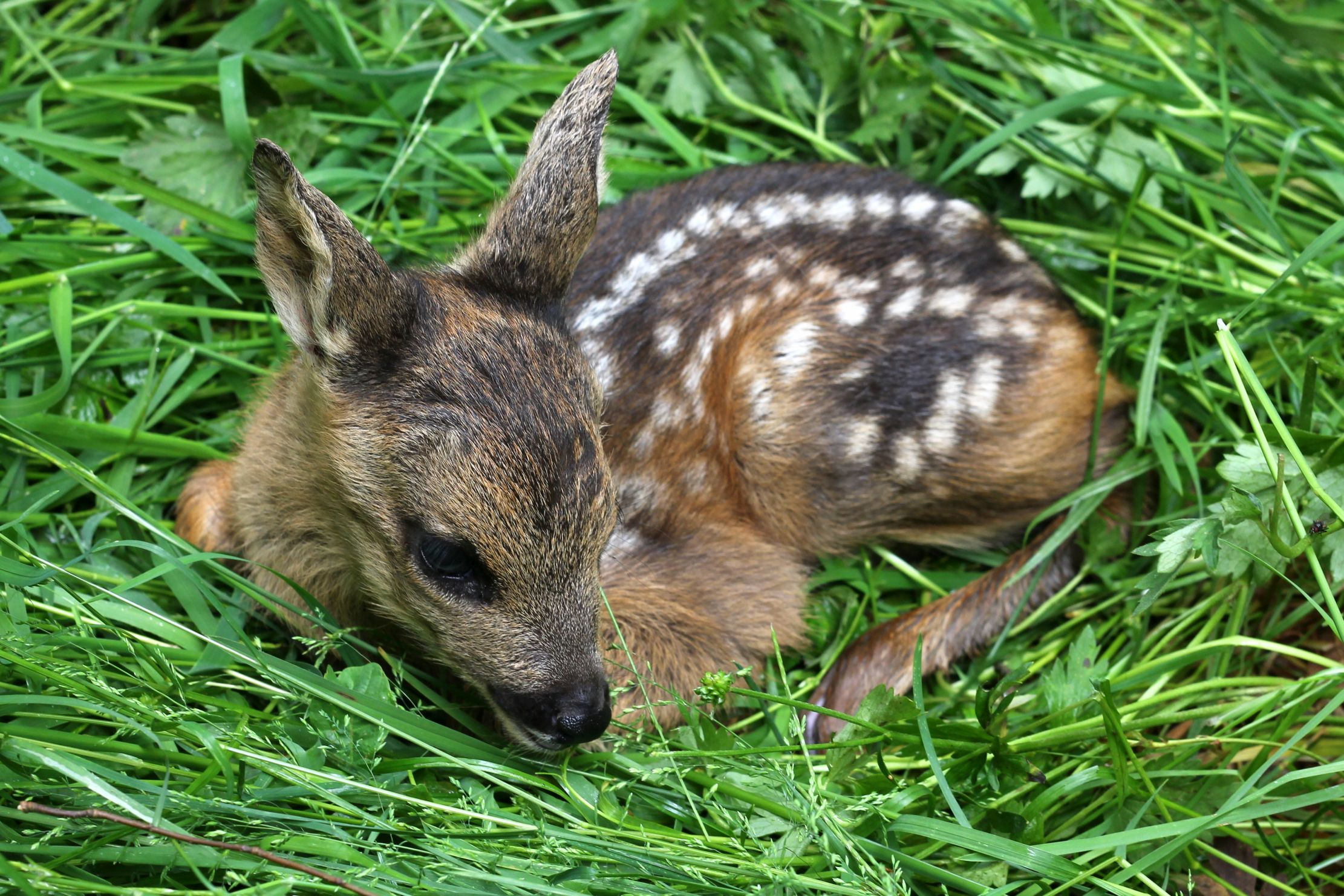
Reekalf, als enige evenhoevige kent de ree een verlengde draagtijd

### Zinktekort
Zink is cruciaal bij de prebevruchting (en een succesvolle zwangerschap), en tekort aan zink kan leiden tot een onvoldoende blastocystenontwikkeling. Zodra een ei is bevrucht, komt zink vrij in een zinkvonk die veranderingen bevordert, waaronder de verharding van de zona pellucida, waardoor polyspermie wordt voorkomen.

## Uitgestelde innesteling
Een verlengde draagtijd of uitgestelde innesteling houdt in dat de bevruchte eicel zich een paar keer deelt en dan voor een paar maanden ophoudt met groeien. Deze periode van de draagtijd wordt embryonale rust genoemd. Pas in de winter of het voorjaar gaat het embryo verder met groeien, waardoor de jongen in een gunstig jaargetijde geboren worden. Dit gunstige jaargetijde kan per diersoort verschillen.